# Крачковская, Нина Васильевна
Ни́на Васи́льевна Крачко́вская (17 апреля 1930, Москва, СССР — 12 марта 2021, Москва, Россия) — советская и российская актриса, заслуженная артистка РСФСР (1991).

## Биография
Родилась 17 апреля 1930 года в Москве. Её отец Василий Поликарпович Крачковский — родом из Ставрополя — был преподавателем и профессором МИИТа, работал в управлении железнодорожного транспорта. Мать окончила Институт благородных девиц, занималась хозяйством и воспитанием детей. В 1938 году отца арестовали и расстреляли. Семью переселили из их дома в скромное жилище. Мать тоже посадили, а через год выпустили. Она сама с братом Владимиром жили в то время у родственников и знакомых. Мать работала портнихой в артели, шила бельё для военных.
После окончания школы в 1949 году, она поступила на актёрский факультет ВГИКа к Василию Васильевичу Ванину, после его смерти в 1951 году училась у Владимира Вячеславовича Белокурова.
На третьем курсе её пригласили на главные роли в фильмы «Кортик» и «Командир корабля». Роль Наташи в «Командире корабля» стала её дипломной работой.
Окончила ВГИК в 1954 году. Её приняли в штат киностудии «Мосфильм» и в Театр-студию киноактёра, на сцене которого она сыграла в 20 спектаклях: «Иван Васильевич», «Дурочка», «Суровое поле», «Таня», «Варвары», «Сегодня праздник», «Несущий в себе», «Дерзкие земляне», «Чудо» (1976 г.), «Комедия ошибок», «Бабий бунт», «Да здравствуют дамы!» (1984 г.) и других. Большим успехом пользовался мюзикл «8 женщин», несмотря на успех у зрителей, мюзикл не приняли «в верхах», поэтому его никогда не было на афишах.
Она сначала успешно снималась в кино: «Педагогическая поэма», «Есть такой парень», «Они были первыми», «Семья Ульяновых». Потом стали реже приглашать, да и роли были хуже. Она работала на дубляже.
В 1962 году её брат, звукооператор Владимир Крачковский, женился на актрисе Наталье Белогорцевой, которая с этого момента стала Натальей Крачковской. Актрис начали путать. Их фильмографии тоже смешивались, и только с начала 2000-х годов всё было расставлено по своим местам.
В 1995 году она ушла из Театра-студии киноактёра. Она вместе с другими актёрами (Лариса Лужина, Владимир Конкин, Софья Горшкова) играла в антрепризном спектакле «Курица». Актёры назвали свою команду «Арте-Фарт», она существовала несколько лет.
Скончалась 12 марта 2021 года в Москве, на 91-м году жизни. Похоронена на Троекуровском кладбище (участок № 21).

## Театральные работы
Театр-студия киноактёра
- «Иван Васильевич»
- «Дурочка»
- «Суровое поле»
- «Таня»
- «Варвары»
- «Сегодня праздник»
- «Несущий в себе»
- «Дерзкие Земляне»
- «Чудо» (премьера 21 октября 1976 года, постановка — Савва Кулиш) — Анна
- «Комедия ошибок»
- «Да здравствуют дамы!» (премьера в 1984 году, постановка — Созонтов А.) — госпожа Петрович
- «Бабий бунт»

«Арте-Фарт»
- «Курица»

## Семья
- Отец: академик Василий Поликарпович Крачковский[2] (25 декабря 1892 (7 января 1893), Ставрополь — арестован 6 марта 1938, приговорён 22 августа 1938 к смертной казни, в этот же день был расстрелян и похоронен на «Коммунарке») — специалист по строительству железных дорог, работал в МИИТ профессором и деканом путейского факультета[3][4][5].
- Муж: режиссёр-документалист Владлен Павлович Трошкин (20 февраля 1930 — 22 ноября 2015).
  - Дочь: Елена (род. 8 августа 1956), окончила киноведческий факультет ВГИКа, работала редактором.

- Брат: Владимир Васильевич Крачковский, звукорежиссёр (14 августа 1923 — 2 июля 1988 года[6]).
- Вдова брата: актриса, заслуженная артистка РФ (1998) Наталья Леонидовна Крачковская (24 ноября 1938 — 3 марта 2016).
  - Племянник: Василий Владимирович Крачковский (род. 1963), работает на «Мосфильме» звукорежиссёром. В 1996 году номинировался на «Нику»[7].
    - Внучатый племянник: Владимир Крачковский (род. 1991)[7].

## Фильмография
1. 1954 — Командир корабля — Наташа
2. 1954 — Кортик — Валя Иванова
3. 1955 — Педагогическая поэма — Лидочка
4. 1956 — Есть такой парень — Люся
5. 1956 — Они были первыми — Лена
6. 1957 — Звёздный мальчик — Принцесса
7. 1957 — Семья Ульяновых — Оля Ульянова
8. 1960 — Мичман Панин — Маша, девушка на пристани
9. 1960 — Первое свидание — Раечка
10. 1961 — Воскресение — переводчица
11. 1962 — Гусарская баллада — кузина
12. 1962 — Ход конём — Учительница (нет в титрах)
13. 1963 — Три часа дороги — Лена
14. 1963 — Человек, который сомневается — одноклассница Тани
15. 1964 — Вызываем огонь на себя — Женя
16. 1965 — Совесть — секретарша
17. 1966 — Берегись автомобиля — девушка на почте
18. 1967 — Щит и меч — эпизод
19. 1968 — Люди, как реки — докторша
20. 1970 — Удивительный мальчик — фигляр в парике
21. 1971 — Возвращение к жизни — Айна
22. 1972 — Стоянка поезда — две минуты — Нина Васильевна
23. 1973 — Калина красная — эпизод
24. 1973 — Нейлон 100 % — жена профессора
25. 1975 — Не может быть! — подруга обжоры
26. 1981 — Дядюшкин сон — Людмила Карловна
27. 1982 — Детский мир — покупательница
28. 1984 — Счастливая, Женька! — мама Сергея
29. 1984 — Успех — актриса
30. 1987 — Раз на раз не приходится — знакомая Фёдора
31. 1987 — Ссуда на брак — журналистка
32. 1988 — Артистка из Грибова — режиссёр
33. 1991 — Призраки зелёной комнаты — монашка-сиделка
34. 1996 — Лиза и Элиза
35. 2003 — Зачем тебе алиби? — свидетельница
36. 2003 — Золотой век — эпизод
37. 2004 — Евлампия Романова. Следствие ведёт дилетант — Леокадия Сергеевна Рюмочкина
38. 2007 — На пути к сердцу — эпизод
39. 2010 — Мент в законе 3 — эпизод
40. 2015 — А зори здесь тихие — эпизод

### Озвучивание
- 1952 — Аленький цветочек (мультфильм) — Настенька
- 1956 — Собор Парижской Богоматери (Италия, Франция) — Флёр де Лис (роль Даниэль Дюмон)
- 1963 — Ромео, мой сосед Шура
- 1970 — Старые мельницы — роль Лейлы Кипиани
- 1972 — Жизнь испытывает нас — Хиджран (роль Хураман Касимовой)

### Участие в фильмах
- 2008 — Память о счастье (документальный)